# Scopolia lutescens
Scopolia lutescens är en potatisväxtart som beskrevs av Yong No Lee. Scopolia lutescens ingår i släktet dårörter, och familjen potatisväxter. Inga underarter finns listade i Catalogue of Life.